# Bhote
Bhote, även bhutia eller bhotia, är en folkgrupp i Nepal, Indien och Tibet. Folkgruppen talar dzongkha, ett språk besläktat med tibetanskan. Efter att de utvandrade från Tibet mellan 800-talet och 1600-talet spelade de en avgörande roll vid statsbildningen i både kungariket Sikkim och Bhutan. Traditionellt har de livnärt sig genom terrassjordbruk och boskapsskötsel. Många av de nepalesiska  bhote-folket är också engagerade i handeln över Himalaya. Bhote finns i större populationer i följande länder:
- Indien (48 000 varav 23 000 i Sikkim)
- Nepal (80 000)
- Bhutan (500 000 majoritetsbefolkning)